# Janwada, Basavakalyan
Janwada là một làng thuộc tehsil Basavakalyan, huyện Bidar, bang Karnataka, Ấn Độ.